# Джелена Дженсен
Монік Рейзінг, відома як Джеле́на Дже́нсен (англ. Jelena Jensen; нар. 7 жовтня 1981, Лос-Анджелес, Каліфорнія, США) — американська порноакторка, підприємиця, візуальна мисткиня та радіоведуча.

## Біографія
Народилася в Лос-Анджелесі. У травні 2003 року закінчила з відзнакою коледж університету Чепмена в окрузі Ориндж (Каліфорнія) і здобула ступінь бакалавра в галузі сучасного кінематографічного мистецтва.
Віддає перевагу вегетаріанським стравам.

## Порноіндустрія
Першу її фотосесію опубліковано в серпні 2003 року в чоловічому журналі «Клуб». Відтоді вона стала працювати з багатьма знаменитими фотографами, в тому числі зі Сьюзі Рендалл, Голлі Рендалл, Кеном Маркусом і Річардом Ейвері. Крім того, почала зніматися з використанням бондажу.
Її фотографії виходили в журналах Penthouse і спеціальних випусках Playboy. Також вона бере участь в популярному телевізійному шоу PlayboyTV «Totally Busted», де провідні порноакторки заграють з перехожими на вулицях, а за всім, що відбувається, стежать приховані камери.
У червні 2009 року вперше знялася у відео з чоловіком, до цього всі її сцени були лесбійського характеру.
У березні 2010 року стала «Кішечкою місяця» (Penthouse).

## Нагороди
- 2010 — XBIZ Award — Вебдівчина року [9]
- 2013 — AVN Awards — Найкращий вебсайт [10]